# Alan Bonansea
Alan Bonansea (n. Villa Gobernador Gálvez, Argentina; 6 de mayo de 1996) es un futbolista argentino que se desempeña como delantero y juega en el Patronato, de la Primera Nacional de Argentina.

## Trayectoria

### Inicios
Bonansea comenzó su carrera en la Primera División de Argentina con el Club Atlético Lanús. En 2016, partió cedido para fichar por Central Norte del Torneo Federal B. Hizo tres apariciones para Central Norte antes de regresar a Lanús. El 1 de septiembre de 2017, Bonansea se incorporó cedido al Club Almagro de la Primera B Nacional. Hizo su debut profesional el 16 de septiembre en una derrota en casa ante Brown de Adrogué, marcó el primer gol de su carrera dos apariciones después, en el partido contra Independiente Rivadavia. Anotó siete goles en total para ellos. Se confirmó una tercera cesión fuera de Lanús en julio de 2018, con Bonansea incorporándose al Club Atlético Mitre.
Para Mitre, Bonansea anotó cinco goles en 17 apariciones para el club y quedó undécimo en la temporada 2018–19. Para la temporada siguiente, Bonansea pasó un año cedido en el Atlético de Rafaela; nuevamente, en la Segunda División. Marcó en partidos contra Brown, su ex-club Almagro, Sarmiento y Gimnasia y Esgrima antes de la cancelación de la temporada debido a la pandemia de COVID-19. En octubre de 2020, Bonansea volvió a partir de Lanús en términos temporales, esta vez se dirigió al equipo de Primera División Rosario Central.
A fines de marzo de 2021, el equipo de Croacia Nogometni Klub Lokomotiva anunció que ficharon a Bonansea como agente libre.
En julio de 2021 llegó al Club Atlético Chacarita Juniors de la Primera Nacional.
Para la temporada 2022 se concreta se llegada al Mushuc Runa Sporting Club de la Serie A de Ecuador. Sin embargo, el 12 de marzo de 2022 el club informó de la rescisión de contrato con el jugador por motivos personales.

## Estadísticas

### Clubes
Actualizado hasta su último partido disputado el 11 de julio de 2025.
| Club                                | Div.          | Temporada     | Liga  | Liga  | Liga   | Copas nacionales | Copas nacionales | Copas nacionales | Torneos internacionales | Torneos internacionales | Torneos internacionales | Total | Total | Total  |
| Club                                | Div.          | Temporada     | Part. | Goles | Asist. | Part.            | Goles            | Asist.           | Part.                   | Goles                   | Asist.                  | Part. | Goles | Asist. |
| ----------------------------------- | ------------- | ------------- | ----- | ----- | ------ | ---------------- | ---------------- | ---------------- | ----------------------- | ----------------------- | ----------------------- | ----- | ----- | ------ |
| C. A. Central Norte (S) Argentina   | 4.ª           | 2016          | 3     | 0     | 0      | —                | —                | —                | —                       | —                       | —                       | 3     | 0     | 0      |
| C. A. Central Norte (S) Argentina   | Total club    | Total club    | 3     | 0     | 0      | 0                | 0                | 0                | 0                       | 0                       | 0                       | 3     | 0     | 0      |
| Club Almagro Argentina              | 2.ª           | 2017-18       | 23    | 7     | 0      | —                | —                | —                | —                       | —                       | —                       | 23    | 7     | 0      |
| Club Almagro Argentina              | Total club    | Total club    | 23    | 7     | 0      | 0                | 0                | 0                | 0                       | 0                       | 0                       | 23    | 7     | 0      |
| C. A. Mitre Argentina               | 2.ª           | 2018-19       | 17    | 5     | 0      | —                | —                | —                | —                       | —                       | —                       | 17    | 5     | 0      |
| C. A. Mitre Argentina               | Total club    | Total club    | 17    | 5     | 0      | 0                | 0                | 0                | 0                       | 0                       | 0                       | 17    | 5     | 0      |
| Atlético de Rafaela Argentina       | 2.ª           | 2019-20       | 20    | 4     | 1      | —                | —                | —                | —                       | —                       | —                       | 20    | 4     | 1      |
| Atlético de Rafaela Argentina       | Total club    | Total club    | 20    | 4     | 1      | 0                | 0                | 0                | 0                       | 0                       | 0                       | 20    | 4     | 1      |
| C. A. Rosario Central Argentina     | 1.ª           | 2020-21       | —     | —     | —      | 3                | 0                | 0                | —                       | —                       | —                       | 3     | 0     | 0      |
| C. A. Rosario Central Argentina     | Total club    | Total club    | 0     | 0     | 0      | 3                | 0                | 0                | 0                       | 0                       | 0                       | 3     | 0     | 0      |
| N. K. Lokomotiva · Croacia          | 1.ª           | 2020-21       | 4     | 0     | 0      | —                | —                | —                | —                       | —                       | —                       | 4     | 0     | 0      |
| N. K. Lokomotiva · Croacia          | Total club    | Total club    | 4     | 0     | 0      | 0                | 0                | 0                | 0                       | 0                       | 0                       | 4     | 0     | 0      |
| Chacarita Juniors Argentina         | 2.ª           | 2021          | 14    | 1     | 0      | —                | —                | —                | —                       | —                       | —                       | 14    | 1     | 0      |
| Chacarita Juniors Argentina         | Total club    | Total club    | 14    | 1     | 0      | 0                | 0                | 0                | 0                       | 0                       | 0                       | 14    | 1     | 0      |
| Mushuc Runa S. C. · Ecuador         | 1.ª           | 2022          | 3     | 0     | 0      | —                | —                | —                | —                       | —                       | —                       | 3     | 0     | 0      |
| Mushuc Runa S. C. · Ecuador         | Total club    | Total club    | 3     | 0     | 0      | 0                | 0                | 0                | 0                       | 0                       | 0                       | 3     | 0     | 0      |
| C. y B. R. Santamarina Argentina    | 2.ª           | 2022          | 16    | 1     | 1      | —                | —                | —                | —                       | —                       | —                       | 16    | 1     | 1      |
| C. y B. R. Santamarina Argentina    | Total club    | Total club    | 16    | 1     | 1      | 0                | 0                | 0                | 0                       | 0                       | 0                       | 16    | 1     | 1      |
| Albion F. C. · Uruguay              | 2.ª           | 2023          | 25    | 5     | 4      | —                | —                | —                | —                       | —                       | —                       | 25    | 5     | 4      |
| Albion F. C. · Uruguay              | Total club    | Total club    | 25    | 5     | 4      | 0                | 0                | 0                | 0                       | 0                       | 0                       | 25    | 5     | 4      |
| Estudiantes de Río Cuarto Argentina | 2.ª           | 2024          | 10    | 2     | 0      | 1                | 0                | 0                | —                       | —                       | —                       | 11    | 2     | 0      |
| Estudiantes de Río Cuarto Argentina | Total club    | Total club    | 10    | 2     | 0      | 1                | 0                | 0                | 0                       | 0                       | 0                       | 11    | 2     | 0      |
| C. A. Patronato Argentina           | 2.ª           | 2024          | 16    | 4     | 2      | —                | —                | —                | —                       | —                       | —                       | 16    | 4     | 2      |
| C. A. Patronato Argentina           | 2.ª           | 2025          | 21    | 11    | 2      | —                | —                | —                | —                       | —                       | —                       | 21    | 11    | 2      |
| C. A. Patronato Argentina           | Total club    | Total club    | 37    | 15    | 4      | 0                | 0                | 0                | 0                       | 0                       | 0                       | 37    | 15    | 4      |
| Total carrera                       | Total carrera | Total carrera | 172   | 40    | 10     | 4                | 0                | 0                | 0                       | 0                       | 0                       | 176   | 40    | 10     |
| 1.                                  |               |               |       |       |        |                  |                  |                  |                         |                         |                         |       |       |        |

## Palmarés

### Campeonatos nacionales
| Título              | Club  | País      | Año  |
| ------------------- | ----- | --------- | ---- |
| Supercopa Argentina | Lanús | Argentina | 2016 |